# Союз трёх императоров
«Союз трёх императоров», Соглашение трёх Императоров — совокупность соглашений между Россией, Германией и Австро-Венгрией, заключённых в 1873 (свидании трёх императоров в Берлине, происходило с 6 по 11 сентября 1872 года), 1881 и 1884 годах.
Союзом трёх императоров (русского, германского и австрийского) поддерживалась система европейского равновесия.

## Договор 1873 года
25 мая (6 июня) 1873 года во время визита царя и министра иностранных дел России А. М. Горчакова в Вену Александр II и Франц Иосиф I подписали в Шёнбруннском дворце (под Веной) соглашение. Оно могло быть расторгнуто только через два года после предупреждения одной из сторон. 11 (23) октября 1873 года к этому соглашению присоединилась и Германия, во главе с кайзером Вильгельмом I. Этим было положено начало «Союзу трёх императоров».
В 1878 году договор был сильно поколеблен во время русско-турецкой войны, когда на Берлинском конгрессе Бисмарк поддержал Австрию против России.

## Договор 1881 и 1884 годов
6 (18) июня 1881 года в Берлине был подписан новый договор трёх императоров. В него входило соглашение о взаимных гарантиях между Россией, Германией и Австро-Венгрией. Договор был заключён на 3 года и продлён 15 (27) марта 1884 года ещё на 3 года.
Значение договора было подорвано обострением в 1885—1886 годах австро-русских отношений из-за вопроса внешнеполитической ориентации Болгарии и сербско-болгарской войны. «Союз трёх императоров» окончательно распался, после чего в 1887 году был заключён русско-германский договор перестраховки.